# Kap Dezjnjov

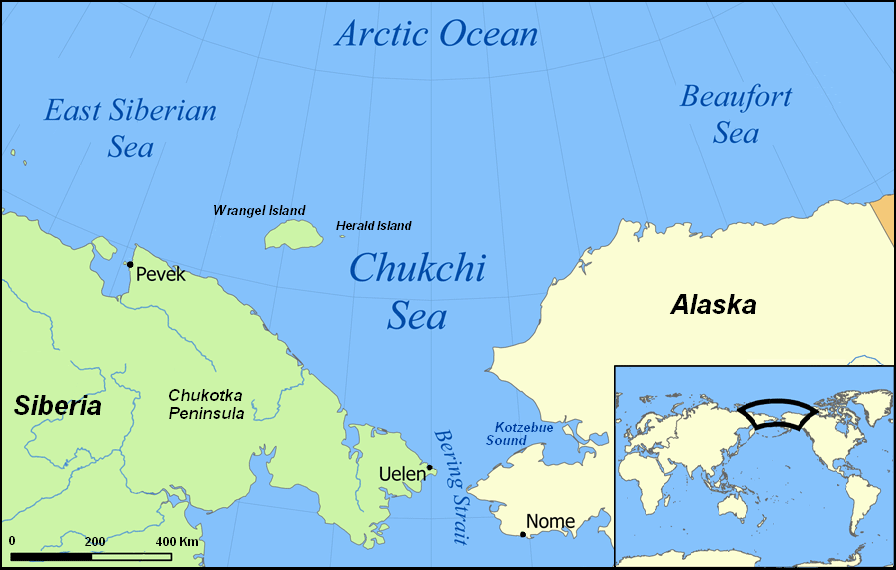
Den västra landmassan på kartan tillhör Asien, och Kap Dezjnjov är dess östligaste punkt.

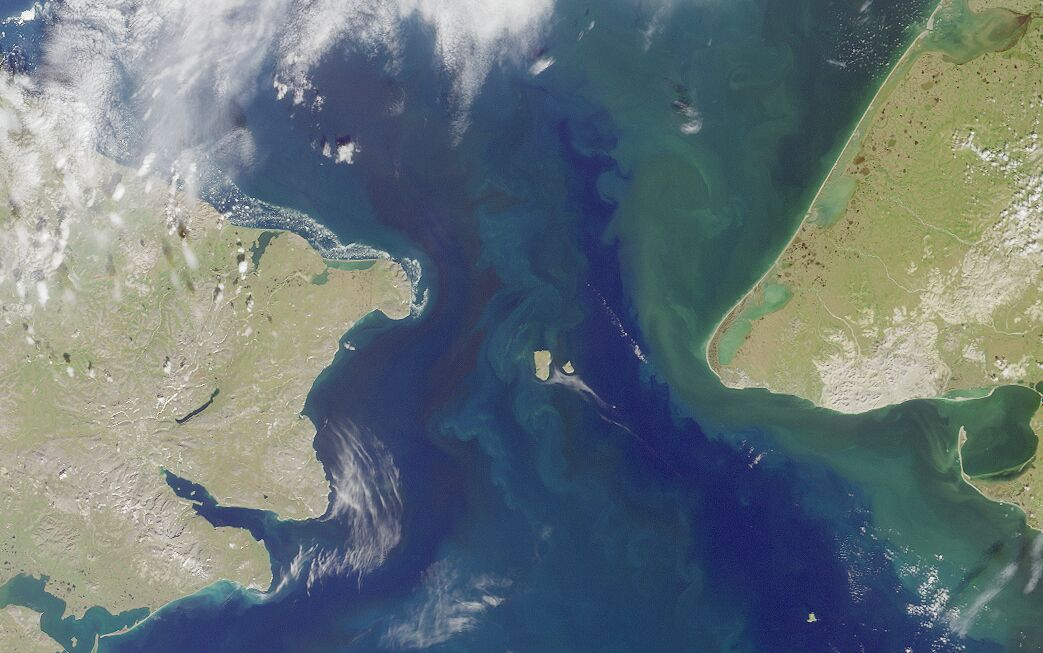
Satellitbild över området

Kap Dezjnjov (ryska: мыс Дежнёва, Mys Dezjnjova) är en udde i Sibirien och är den östligaste punkten på den eurasiatiska kontinenten och tillhör världens yttersta platser.

## Geografi
Kap Dezjnjov ligger längst österut på Tjuktjerhalvön i den östra delen av Berings sund. Udden skiljer såväl Norra ishavet från Stilla havet som randhavet Berings hav från randhavet Tjuktjerhavet.
Udden ligger cirka 40 km nordväst om Diomedeöarna och cirka 60 km nordväst om Fairwayklippan och ca 86 km nordväst om Kap Prince of Wales på den amerikanska kontinenten.
Den internationella datumlinjen löper bara ca 40 km öster om Kap Dezjnjov.
Förvaltningsmässigt utgör udden en del av staden Uelen i det autonoma okruget Tjuktjien.

## Historia
Området har varit bebodda av inuiter sedan lång tid.
Kap Dezjnjov upptäcktes av den ryske upptäcktsresanden Semjon Dezjnjov 1648 som då döpte området Vostotjnyj nos (Nordostkap).
1778 upptäckte även brittiske James Cook området och döpte udden då "East Cape" (Östkap), 1879 föreslog svenske Adolf Erik Nordenskiöld att udden borde döpas efter upptäckaren.
1898 antogs förslaget av tsar Nikolaj II och i samband med 250-årsjubileet av Dezjnjovs resa fick udden sitt nuvarande namn.